# Kaijin
Kaijin (海人 / hải nhân / người biển), hay ama, là người mò ngọc trai ở Nhật Bản. Kaijin thường là các thiếu nữ đang dậy thì, từ 12 đến dưới 18 tuổi, do cơ thể thon nhỏ sẽ rẽ nước nhanh hơn, ngực nhiều mỡ giúp giữ ấm phổi và tim lâu hơn. Cho đến tận thập niên 1960, họ vẫn chỉ mặc khố và đến nay, kaijin vẫn lặn tự do, không sử dụng bình khí. Ngoài ngọc trai, kaijin cũng mò các hải sản khác như rong biển, tôm hùm, bạch tuộc, nhím biển, hàu,...